# Prise de Saumur
Batailles
Guerres de Religion en France
Prélude
- Mérindol (1545)
- Amboise (1560)
- Colloque de Poissy (1561)

Première guerre de Religion (1562-1563)
- Édit de Saint-Germain (1562)
- Massacre de Wassy (1562)
- Toulouse (1562)
- Vergt (1562)
- Rouen (1562)
- Dreux (1562)
- Orléans (1563)
- Paix d'Amboise (1563)

Deuxième guerre de Religion (1567-1568)
- Surprise de Meaux (1567)
- Michelade (1567)
- Saint-Denis (1567)
- Chartres (1568)
- Paix de Longjumeau (1568)

Troisième guerre de Religion (1568-1570)
- Jarnac (1569)
- La Roche-l'Abeille (1569)
- Poitiers (1569)
- Orthez (1569)
- Montcontour (1569)
- Saint-Jean-d'Angély (1569)
- Arnay-le-Duc (1570)
- Rabastens (1570)
- Paix de Saint-Germain-en-Laye (1570)

Quatrième guerre de Religion (1572-1573)
- Saint-Barthélemy (1572)
- Sancerre (1572-1573)
- Sommières (1573)
- La Rochelle (1573)

Cinquième guerre de Religion (1574-1576)
- Dormans (1575)
- Édit de Beaulieu (1576)

Sixième guerre de Religion (1577)
- Paix de Bergerac (1577)
- Édit de Poitiers (1577)

Septième guerre de Religion (1579-1580)
- Traité de Nérac (1579)
- Paix du Fleix (1580)

Huitième guerre de Religion (1585-1598) 
Guerre des Trois Henri

- Traité de Joinville (1584)
- Édit de Nemours (1585)
- Jarrie (1587)
- Coutras (1587)
- Vimory (1587)
- Auneau (1587)
- Journée des Barricades (1588)
- Arques (1589)
- Ivry (1590)
- Paris (1590)
- Journée des Farines (1591)
- Chartes (1591)
- Poncharra (1591)
- Châtillon (1591)
- Rouen (1591-1592)
- Craon (1592)
- Port-Ringeard (1593)
- Fort Crozon (1594)
- Fontaine-Française (1595)
- Doullens (1595)
- Amiens (1597)
- Édit de Nantes (1598)

Rébellions huguenotes (1621-1629)
- Saumur (1621)
- Saint-Jean-d'Angély (1621)
- La Rochelle (1621)
- Montauban (1621)
- Riez (1622)
- Royan (1622)
- Sainte-Foy (1622)
- Nègrepelisse (1622)
- Saint-Antonin (1622)
- Montpellier (1622)
- Saint-Martin-de-Ré (1622)
- Traité de Montpellier (1622)
- Blavet (1625)
- Île de Ré (1625)
- Traité de Paris (1626)
- Saint-Martin-de-Ré (1627)
- La Rochelle (1627-1628)
- Privas (1629)
- Alès (1629)
- Montauban (1629)
- Paix d'Alès (1629)

Révocation de l'édit de Nantes (1685)
La prise de Saumur est l’investissement militaire de la ville huguenote de Saumur réalisée par le jeune roi de France Louis XIII en mai 1621, à la suite de l’éclatement des rébellions huguenotes.

## Contexte
Le 22 avril 1621, Louis XIII avait quitté Fontainebleau pour se rendre à Tours avec les Gardes. Devant la révolte qui prenait de l’extension dans le Centre-Ouest et dans le Sud-Ouest, il lui fallait fermer complètement la route de la Loire vers le Poitou, et, après avoir sécurisé ses arrières, le long de la Loire, d’être en mesure de descendre plus rapidement vers le sud, où les Huguenots n’avaient pas encore réussi à fortifier les villes de Guyenne et Languedoc, qui étaient en mauvais état de défense. Dans ce contexte, la forteresse huguenote de Saumur était de grande importance stratégique. Selon certaines informations, l’assemblée de La Rochelle elle-même avait l’intention d’y envoyer des forces importantes. Quoique huguenote, cette ville de Saumur était néanmoins fidèle au roi, mais celui-ci craignait que le gouverneur Duplessis-Mornay, lui-même huguenot, et l’un des derniers vétérans des guerres civiles du siècle précédent, ne se déclare pour les calvinistes et ne fasse rien pour les en empêcher. Il était donc important pour Louis XIII de s’assurer le contrôle de Saumur.
Accompagné de Luynes, promu connétable, le roi prend la tête de ses troupes, le 25 avril 1621 et, venu de Tours par bateau, il entre, le 11 mai, dans Saumur et en occupe le château après avoir fait croire à Mornay que c’est la seule résidence qui lui convienne. Le 15 mai, au cours de deux réunions du Conseil du roi, constatant qu’il ne peut laisser la place à une garnison protestante, il suspend Mornay de ses fonctions pour la durée de la campagne, à la grande joie des catholiques locaux. Déjà frappé par une attaque d’apoplexie, le 16 mai 1620, dont il est probablement sorti diminué, Duplessis-Mornay se retire dans sa baronnie de La Forêt-sur-Sèvre, près de Cerizay. À la fin de ces trois mois, il ne sera pas reconduit, malgré ses incessantes réclamations et mourra, d’ailleurs, peu après. Très vite remplacé par le comte de Sault, petit-fils du maréchal de Lesdiguières, protestant promu connétable à la suite de sa conversion au catholicisme. 
Après avoir ainsi dupé le gouverneur protestant de la ville, la ville a été investie et Louis XIII y a envoyé six compagnies du régiment avec les Gardes Suisses occuper le château. Le reste du corps a suivi le roi en Saintonge, pour arriver avec lui, le 29 mai, devant Saint-Jean-d’Angély, dont le siège était déjà commencé, et qui devait se terminer par sa capitulation au soir du 24 juin 1621.